# 申瓦尔德-格林
申瓦尔德-格林（德語：Schönwalde-Glien）是德国勃兰登堡州的一个市镇，隶属于哈弗尔兰县。总面积为97.38平方千米，截至2020年总人口为9864人。